# Бхардже – Усар
Бхардже – Усар (Амбеваді – Усар) – газопровід-перемичка, який забезпечив новий маршрут поставок блакитного палива до ряду великих підприємств на південь від Мумбаї.
У 1980-х – 1990-х роках південніше від Мумбаї виник кластер промислових підприємств, передусім хімічних та металургійних, які використовували великі обсяги природного газу, що походив з офшорних родовищ басейну Мумбаї. Втім, вже на початку 2000-х країна стрілась з падінням газовидобутку на західному шельфі, альтернативою чому став імпорт зрідженого газу та розробка східного шельфу. Доставка цього ресурсу в район Мумбаї могла відбуватись через трубопровід Дахедж – Дабхол, від якого відходило кілька відгалужень – Хазімалангваді – Талоджа, Хазімалангваді – Тромбей та Бхардже (Амбеваді) – Усар. 
Лінія Бхардже – Усар має довжину 48 км, діаметр 750 мм та надає доступ до газового хабу Тал. Крім того, від однієї з клапанних станцій на лінії Бхардже – Усар спорудили перемички до нових споживачів – компанії Nitco, що займається випуском плитки, та компанії Supreme Petrochem, завод якої в районі Наготане випускає полістирен. Ще одна перемичка від тієї ж станції завдовжки 6 км з діаметром 450 мм пройшла до металургійного заводу у Долві, який вже до того мав сполучення із Тал.
Поява додаткового джерела природного газу дозволила ввести в дію нову потужну лінію на заводі азотних добрив у Тал, сировину для якої в обсягах 2,1 млн м3 на добу мала постачати компанія RIL, яка готувалась до розробки родовищ басейну Крішна-Годаварі (східний шельф). Втім, варто відзначити, що ресурс родовищ RIL стрімко вичерпався, а імпортний зріджений природний газ був значно дорожче дефіцитного внутрішнього ресурсу, ціни на який формувались під впливом держави.